# Canary Black
Canary Black akcijski je triler i špijunski film u režiji Pierre Morela prema scenariju Matthewa Kennedyja. U glavnoj ulozi je Kate Beckinsale kao agentica CIA-e u bijegu. Film se snimao u Zagrebu i Rovinju. U projektu je sudjelovalo oko 250 filmskih profesionalaca iz Hrvatske. Od toga je bilo 14 hrvatskih glumaca. Među njima se posebno ističe Romina Tonković, koja ima jednu od važnijih uloga.

## Radnja
Avery Graves agentica je CIA-e čijeg su muža oteli teroristi. Otmičari ucjenjuju Graves za informacije koje bi izdale njezinu zemlju.

## Glumačka postava
- Kate Beckinsale kao Avery Graves
- Rupert Friend
- Ray Stevenson
- Saffron Burrows kao Elizabeth Mills
- Ben Miles kao DCIA Nathan Evans
- Goran Kostić kao Breznov
- Michael Brandon
- Charles Nishikawa kao japanski premijer
- Romina Tonković kao Sorina

## Produkcija
Film Canary Black prvi put je predstavljen na Filmskom festivalu u Cannesu 2022. godine kao špijunski triler u režiji Pierre Morela, prema scenariju Matthewa Kennedyja, s Kate Beckinsale u glavnoj ulozi. Na Američkom filmskom tržištu kasnije te godine objavljene su prve slike s produkcije.
Snimanje je počelo u Hrvatskoj u listopadu 2022. a trajalo je do siječnja 2023. Snimanje se odvijalo prvenstveno u Zagrebu, gdje je snimanje nakratko prekinulo promet zagrebačkih tramvaja kako bi se kontroliralo okruženje vanjskih akcijskih sekvenci, koje su uključivale Beckinsale kako leti iznad grada s drona i visi s krovova. Snimanje u Zagrebu uključivalo je stadion Maksimir NK Dinama Zagreb, Kamenita vrata, Europski i Cvjetni trg, Tuškanac, Dubravkin put i dr. kao filmski set, a Rovinj je poslužio kao zamjena za Tokio.

## Distribucija
U kolovozu 2024., Amazon je najavio da će Canary Black biti objavljen na njihovoj streaming usluzi Prime Video 24. listopada 2024.

## Vanjske poveznice
- Canary Black u internetskoj bazi filmova IMDb-a